# Kōzō-ji (Kakuda)
Pour les articles homonymes, voir Kozo-ji.
Le Kōzō-ji (高蔵寺) est un temple bouddhiste fondé en 819 à Kakuda, préfecture de Miyagi au Japon. Érigé par la femme de Fujiwara Shuei en 1177, l'amida-dō est la plus ancienne construction de la préfecture,. Il est désigné bien culturel important en 1908. La statue en bois de 273 cm de haut d'Amida Nyorai assis sur un trône de lotus (1177) et créée selon la technique yoseki-zukuri, est désignée bien culturel important en 1927,.